# Konstantin Karenin
Konstantin Karenin (21. května 1897, Kyjev – 21. listopadu 1966, Praha) byl operní pěvec (tenorista) a hudební pedagog ukrajinského původu. Manžel Zdenky Kareninové, otec překladatelky Anny Kareninové.

## Život
Pěvecký talent zdědil pravděpodobně po své matce, též operní pěvkyni. Po maturitě v Oděse začal studovat vojensko-inženýrskou akademii. Emigroval z důvodu první světové války. Nejdříve začal studovat zpěv na konzervatoři v Bělehradě, později se přesunul do Paříže, kde si ho na Conservatoire national všiml Fjodor Ivanovič Šaljapin. Pod jeho vedením se mu podařilo zdokonalit techniku zpěvu a vypracovat se na profesionálního představitele nejnáročnějších tenorových rolí. Jeho první veřejný koncert se uskutečnil v roce 1928 v Paříží.
Nepůsobil ve stálém angažmá. Hostoval zejména po evropských, ale i mimoevropských scénách. První vystoupení v Národním divadle proběhlo 7. ledna 1936. Karenin se představil v roli Lenského v Čajkovského opeře Evžen Oněgin. Od roku 1943 zde působil jako stálý host operního souboru. Vystupoval také v Národním divadle v Brně.
Od roku 1950 začal intenzivně vyučovat na Pražské konzervatoři. Mezi jeho žáky patřili např. Ivana Mixová, Jaroslav Kachel či Milan Chladil. Také například Karel Gott nebo jeho budoucí žena Zdenka Kareninová.